# أجسام مختلفة الطبائع
الأجسام المختلفة الطبائع هي العناصر[ ؟ ] وما يتركب منها من المواليد الثلاثة. والأجسام البسيطة المستقيمة الحركة التي مواضعها الطبيعية داخل جوف فلك القمر، يقال لها باعتبار أنها أجزاء للمركبات أركان[ ؟ ]، إذ ركن الشيء هو جزؤه، وباعتبار أنها أصول لما يتألف منها أسطقسات وعناصر.